# John Masefield

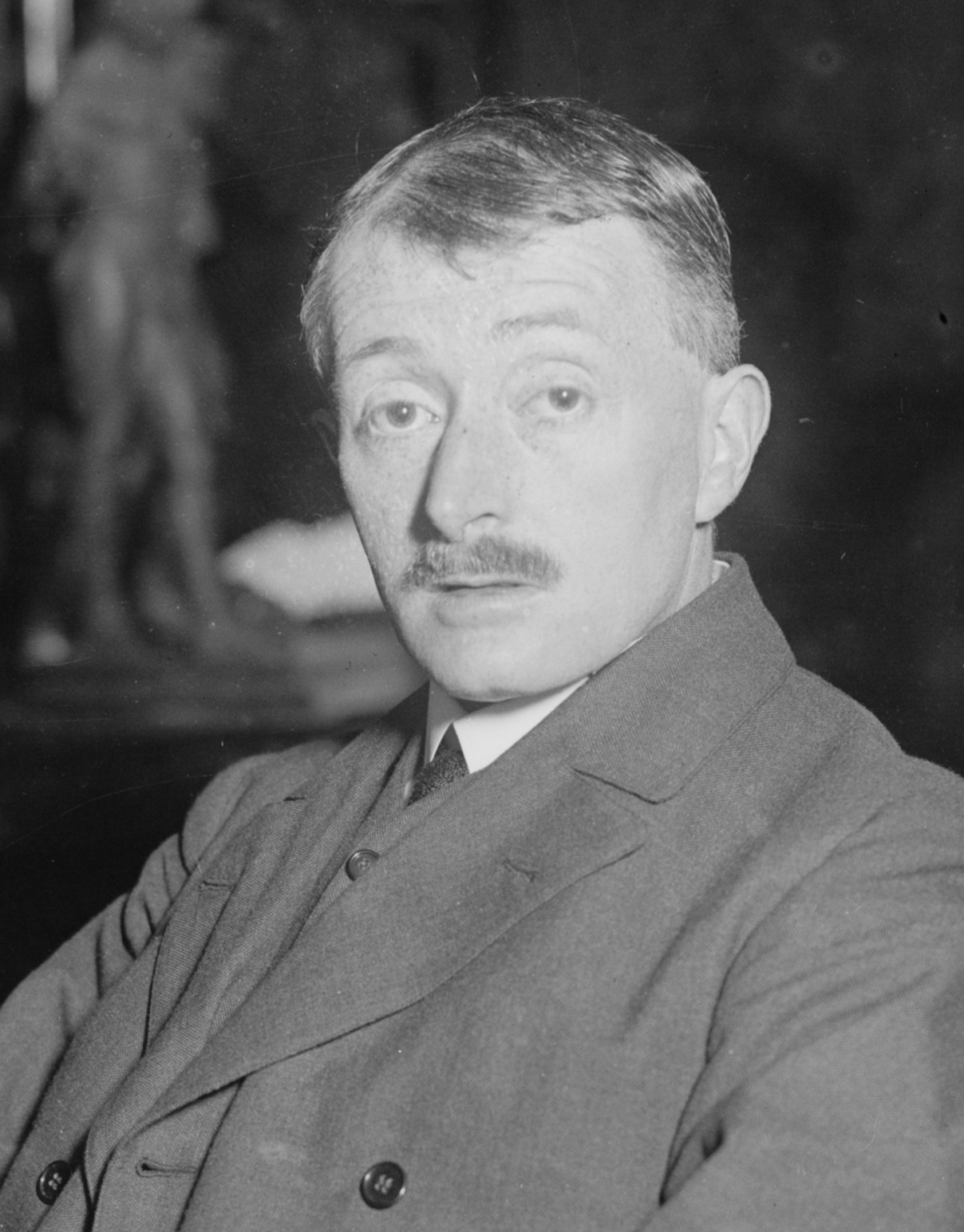
John Masefield în 1916

John Edward Masefield (n. 1 iunie 1878 la Ledbury - d. 12 mai 1967 la Abingdon, Berkshire) a fost un poet, dramaturg și eseist englez.
Poemele sale, rezultat al înclinației către evaziune și exotism, imaginând aventuri în țări îndepărtate, și al reprezentării realiste a vieții marinărești, surprind complexitatea relațiilor sociale și umane și lasă loc accentelor de fraternitate și încredere în noblețea omului, inițiind epoca georgiană.

## Scrieri
- 1902: Salt-Water Ballads ("Baladele mării");
- 1909: The Tragedy of Nan ("Tragedia lui Nan"), teatru;
- 1910: The Tragedy of Pompey the Great ("Tragedia lui Pompei cel Mare"), teatru;
- 1911: The Everlasting Mercy ("Eternă îndurare");
- 1911: William Shakespeare, eseuri critice;
- 1952: So Long to Learn ("O experiență îndelungată").

## Vezi și
- Listă de dramaturgi englezi
- Listă de piese de teatru engleze

1. 1 2  John Edward Masefield, Find a Grave, accesat în 9 octombrie 2017
2. 1 2 3  Autoritatea BnF, accesat în 10 octombrie 2015
3. 1 2  John Masefield (2), Discogs, accesat în 9 octombrie 2017
4. 1 2  The Fine Art Archive, accesat în 1 aprilie 2021
5. ↑  John Masefield, Brockhaus Enzyklopädie
6. ↑  John Edward Masefield, Gran Enciclopèdia Catalana
7. ↑  Мейсфилд Джон, Marea Enciclopedie Sovietică (1969–1978)[*]
8. ↑  Oxford Dictionary of National Biography
9. 1 2  Genealogics
10. ↑  Enciclopedia Universală Britanica. Litera. 2010. p. 89.